# Yusuf Asʾar Yathʾar
Yusuf Asʾar Yathʾar (altsüdarabisch Y(w)s1f ʾs1ʾr Yṯʾr DMG Yūsuf ʾAsʾar Yaṯʾar, in der arabischen Überlieferung ذو نواس dhū Nuwās, DMG ḏū Nuwās) war der letzte bedeutende König des Reiches Himyar in Südarabien und war ein jüdischer Herrscher dieses Reiches. Er regierte etwa von 521/522 bis 529/530.